# Mellikon

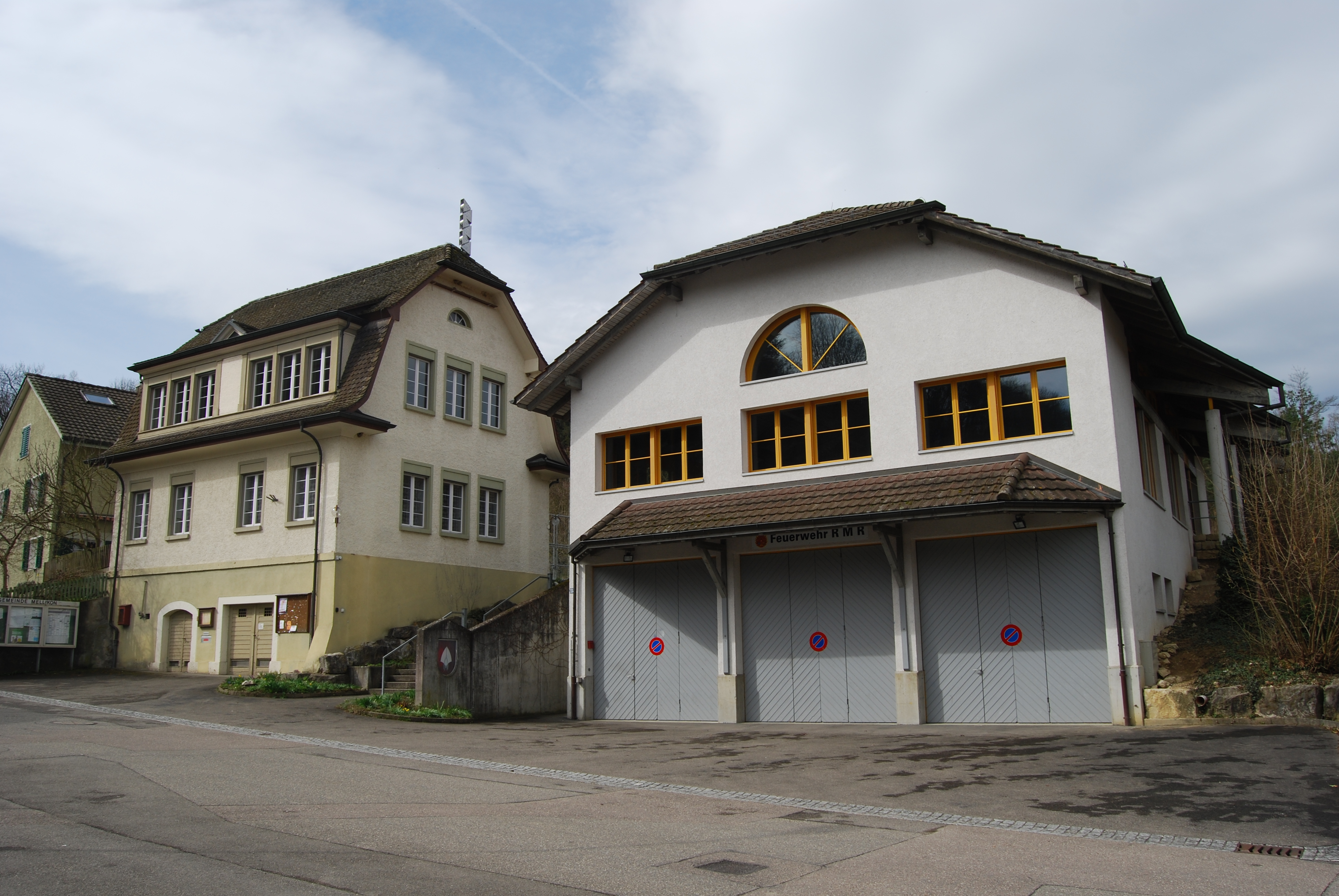
Mellikon.

Mellikon (schweizertyska: Melike) är en ort och kommun vid floden Rhen i distriktet Zurzach i kantonen Aargau, Schweiz. Kommunen har 237 invånare (2023).